# Ángel Rodríguez (piłkarz)
Ángel Luis Rodríguez Díaz (ur. 26 kwietnia 1987 w Santa Cruz de Tenerife) – hiszpański piłkarz występujący na pozycji napastnika w Tenerife.